# UShip
uShip, Inc. es una compañía de Internet que opera uShip.com, un mercado en línea global para los servicios de transporte de envíos. Las personas y los negocios anuncian artículos que necesitan enviar en una variedad de categorías, como artículos del hogar, mascotas, barcos, o equipo industrial pesado, y los transportistas pujan para poder enviar el artículo. La compañía utiliza un sistema de comentarios, tanto para los transportistas como para los clientes, de forma similar al sistema de comentarios de eBay.
Para algunas categorías, incluyendo los barcos, automóviles y carga parcial (LTL), se presentan presupuestos iniciales de envío a través de múltiples fuentes. Los clientes pueden reservar envíos inmediatos basados en estos presupuestos u optar por esperar a que las pujas de la subasta, similar a la característica de eBay "comprar ahora". El formato de la web de subasta inversa tiene como objetivo reducir el coste del envío al permitir a los transportistas encontrar envíos a lo largo de sus rutas y cargas para rellenar el espacio vacío.

## Historia
El CEO y fundador Mateo Chasen tuvo la idea original de uShip en 2001, cuando su madre no podía encontrar a alguien para enviar una cómoda de herencia. Más tarde ese año, mientras él conducía un camión medio vacío a la escuela de negocios, se dio cuenta de que podía ayudar a llenar la capacidad de los camiones con las entregas de gran tamaño de las personas. 
Mientras en la Universidad de Texas en Austin, Chasen tuvo la idea de uShip en varias competiciones de negocios, ganando el primer premio en la Universidad del Norte de Texas, y finalista en el Concurso de Inversión de laboratorios de empresa en 2004. uShip.com se puso en marcha poco después, y recibió financiación de Benchmark Capital en 2005

## Socios
En 2009, uShip se asoció con Ritchie Bros. Auctioneers, la subasta de equipo pesado más grande del mundo.
Una asociación con TerraPass le permite a uShip calcular la huella mensual de carbono que los transportistas inscritos en el programa emiten, pueden comprar compensaciones de carbono e invertir en proyectos de rendimiento energético.
La compañía aparece en el 2012 en A&E Network en la serie Shipping Wars, en la que los camioneros independientes pujan por transportar una carga inusual.